# Departamento de Lavalle (kommun i Corrientes)
Departamento de Lavalle är en kommun i Argentina.   Den ligger i provinsen Corrientes, i den nordöstra delen av landet, 600 km norr om huvudstaden Buenos Aires. Antalet invånare är 26 250. Arean är 1,5 kvadratkilometer. Departamento de Lavalle ligger vid sjön Laguna Sirena.
Terrängen i Departamento de Lavalle är mycket platt.
Trakten runt Departamento de Lavalle består i huvudsak av gräsmarker. Runt Departamento de Lavalle är det glesbefolkat, med 20 invånare per kvadratkilometer.